# Sečnina
Sečnina ali urea je organska spojina, ki pri številnih živalih, vključno s človekom, predstavlja končni presnovek metabolizma dušikovih spojin (npr. presnova aminokislin v t. i. ciklusu sečnine). Organizem na ta način izloča amonijak, ki bi sicer v prosti obliki bil toksičen. Tvori se zlasti v jetrih, izloča pa s sečem. V čisti obliki se sečnina nahaja kot bela, kristalinična in nestrupena trdnina brez vonja.

## Odkritje
Sečnina je prva organska spojina, ki so jo uspeli sintetizirati. Leta 1773 jo je odkril Hilaire Rouelle. , prvi pa jo je sintetiziral Friedrich Wöhler leta 1828. Wöhler jo je sintetiziral iz kalijevega cianata in amonijevega sulfata in s tem ovrgel dotedanjo definicijo organskih spojin – da je za njihovo sintezo potrebna t. i. vitalna sila, ki je prisotna le v živem organizmu, in da zato organskih spojin ni možno pridobiti umetno.

## Fiziologija
Urea se sintetizira v telesu organizmov v okviru ciklusa sečnine z oksidacije aminokislin ali amonijaka. V ciklus sečnine vstopata amonijak in L-aspartat, ki prispevata po eno aminsko skupino in se s tem spremenita v sečnino. Sečnina se izloča preko ledvic kot sestavni del urina. Poleg tega se manjša količina sečnine izloča (skupaj z natrijevim kloridom in vodo) v potu.
Aminokisline, ki jih v telo vnesemo s hrano in se ne uporabljajo za sintezo beljakovin in drugih bioloških snovi se oksidirajo v telesu. Pri oksidaciji aminokislin nastane sečnina in ogljikov dioksid, ki v telesu služi kot vir energije. Amonijak (NH3) je še en stranski produkt metabolizma dušikovih spojin, ki je manjši in bolj mobilen od sečnine. Preveč amonijaka v celicah lahko dvigne pH do toksične ravni, zato organizmi pretvarjajo amonijak v sečnino. Odvečen dušik se izloča iz telesa s sečnino.

## Uporaba

### Kmetijstvo
Več kot 90 % svetovne proizvodnje sečnine se uporablja kot gnojilo z veliko vsebnostjo dušika. Sečnina ima najvišjo vsebnost dušika od vseh trdnih dušikovih gnojil v splošni rabi.
Mnoge bakterije v tleh vsebujejo encim ureazo, ki katalizira pretvorbo molekule sečnine do dveh molekul amonijaka in ene molekule ogljikovega dioksida. Na takšen način preide sečnina v obliki amonijaka v tla. V procesu nitrifikacije, oksidacije dušikovih spojin, preide amonijak v nitrit. Nitrit oksidirajoče bakterije, še posebej,  Nitrobacter, oksidirajo nitrit v nitrat, ki je izredno mobilen v tleh in je glavni vzrok za onesnaževanje kmetijskih voda. Molekuli amonijaka in nitrata se absorbirata v rastline in sta prevladujoči vir dušika za rast rastlin. Sečnina je zelo topna v vodi in je zato uporabljamo pri pripravi gnojil, ki jih raztopimo v vodi.

### Kemična industrija
Sečnina je surovina za proizvodnjo številnih pomembnih kemičnih spojin, kot so različne plastike in lepila.

### Eksplozivi
Urea se lahko uporablja za izdelavo visoko eksplozivnih urea nitratov.

### Avtomobilski sistemi
Sečnina se uporablja za zmanjševanje onesnaževal v izpušnih plinih pri zgorevanju.

### Komercialna uporaba
- Del krme za živali, ki zagotavlja relativno poceni vir dušika za spodbujanje rasti.
- Glavna sestavina odstranjevalcev dlak, kot so Nair in Veet.
- Sestavina v nekaterih kremah,  vlažilcih in balzamih za lase.
- Reaktant v nekaterih hladilnih obkladkih za prvo pomoč, zaradi endotermne reakcije, ki se ustvari ob mešanju z vodo.
- Sestavina številnih izdelkov za beljenje zob.
- Sestavina čistila za posodo.
- Skupaj z amonijevim fosfatom služi kot hranilo kvasovk za fermentacijo sladkorjev v etanol.

### Laboratorijska uporaba
Sečnina v koncentracijah do 10 M je beljakovinski denaturant, saj moti nekovalentne vezi med beljakovinami. Ta lastnost je mogoče izkoristiti za povečanje topnosti nekaterih beljakovin. Mešanica sečnine in holin klorida se uporablja kot topilo. Urea lahko služi kot vir vodika za nadaljnjo proizvodnjo električne energije v gorivnih celicah. 

### Medicina
Urea označena z ogljikom-14 ali ogljikom-13 se uporablja v dihalnih testih s sečnino, ki se uporablja za ugotavljanje prisotnosti bakterije Helicobacter pylori (H. pylori) v želodcu in dvanajstniku ljudi. Bakterija, H. plyori, povzroča peptično razjedo. Test zazna prisotnost encima ureaze, ki ga proizvaja H. pylori. Encim ureaze sodeluje pri nastanku amonijaka iz sečnine. S tem se poveča pH (kislost zmanjša) želodčnih bakterij.

## Proizvodnja
Po vsem svetu izdelajo 100.000.000 ton sečnine na leto.

### Industrijska metoda
Za uporabo v industriji, se sečnina, proizvede iz sintetičnega amonijaka in ogljikovega dioksida. Velike količine ogljikovega dioksida se proizvedejo med proizvodnjo amonijaka iz premoga ali iz ogljikovodikov, kot so zemeljski plin in surovine nafte. 
Osnovni postopek proizvodnje sečnine je bil razvit leta 1922 in se imenuje po njegovih iznajditeljih,  Bosch-Meise sečninski proces. Za različne proizvodne sečninske procese so značilni določeni pogoji pod katerimi tvorba sečnine poteka, in način, s katerim se reaktanti, ki se ne pretvorijo obdelujejo naprej. 
Proces je sestavljen iz dveh glavnih ravnotežnih reakcij, z nedokončano pretvorbe reaktantov. 
Prvi je eksotermna reakcija amonijaka s suhim ledom. Pri tem nastane amonijev karbamat ({\displaystyle {\ce {H2N-COONH4}}}).
{\displaystyle {\ce {2{NH3}+{CO2}<-> {H2N-COONH4}}}}
Drugi je endotermni razkroj amonijevega karbamata v sečnine in vode:
{\displaystyle {\ce {{H2N-COONH4}<->{(NH2)2CO}+ {H2O}}}}
Obe reakciji sta eksotermni.
Reaktanti, ki se v reakciji ne porabijo se lahko uporabljajo za izdelavo drugih izdelkov, na primer amonijevega nitrata ali sulfata. Reaktante je mogoče reciklirati in v celoti pretvoriti v sečnino.
Urea se lahko proizvaja v obliki kep, zrnc, pelet, kristalov in raztopin. Sečnina v trdni obliki se prodaja v obliki kep ali zrnc. Prednost kep je, da se lahko proizvajajo ceneje kot zrnca. Tipični nečistoči v proizvodnji sta biureta in izocianova kislina:
{\displaystyle {\ce {2{NH2CONH2}-> {H2NCONHCONH2}+ {NH3}}}}
{\displaystyle {\ce {NH2CONH2 -> {HNCO}+{NH3}}}}
Vsebnost biurete je resen problem saj je pogosto zelo strupena za oplojene rastline. Sečnina je razvrščena glede na to koliko biruete vsebuje.

### Laboratorijska priprava
Sečnino je mogoče sintetizirati v laboratoriju z reakcijo fosgena s primarnimi ali sekundarnimi amini, z  vmesnimi izocianati. 
Prav tako sečnina nastane pri reakciji fosgena z amonijakom.
{\displaystyle {\ce {{COCl2}+ 4{NH3}-> {(NH2)2CO}+ 2{NH4Cl}}}}

## Varnost
Sečnina lahko draži kožo, oči in dihala. Ponavljajoč ali podaljšan stik s sečnino v obliki gnojil lahko na koži povzroči dermatitis. 
Visoke koncentracije sečnine v krvi so škodljive. Zaužitje nizkih koncentracijah sečnine, kot jih najdemo v tipičnem človeškem urinu, niso nevarne. Mnoge živali (npr. psi) imajo veliko bolj koncentriran urin in vsebuje večjo količino sečnine kot normalen človeški urin, kar je lahko smrtno nevarno v okoljih, kjer ni vode (puščava).
Sečnina lahko povzroči cvetenje alg, ki proizvajajo toksine. S tem se poveča količina strupenih alg. 
Snov razpade pri segrevanju nad tališčem, proizvaja strupene pline in burno reagira z močnimi oksidanti, nitriti, anorganskimi kloridi in perklorati, kar povzroči požar in eksplozijo.